# Сулье, Франсеск
Франсуа Жак (Франсеск) Сулье (кат. François Jacques "Francesc" Soulié; род. 22 марта 1978, Каркасон) — андоррский лыжник, участник двух Олимпийских игр. Специализировался в дистанционных гонках.

## Карьера
В Кубке мира Сулье дебютировал в феврале 2004 года, в феврале 2007 года единственный раз попал в тридцатку лучших на этапах Кубка мира, заняв 24-е место в гонке на 15 км свободным ходом. Лучшим достижением Сулье в общем итоговом зачёте Кубка мира, является 144-е место в сезоне 2006/07.
На Олимпиаде-2006 в Турине стал 71-м в гонке на 15 км классикой, кроме того стартовал в дуатлоне 15+15 км и масс-старте на 50 км, но в обоих случаях сошёл с дистанции.
На Олимпиаде-2010 в Ванкувере стартовал в четырёх гонках: 15 км коньком — 73-е место, спринт — 56-е место, дуатлон 15+15 км — не финишировал, масс-старт на 50 км — 47-е место.
За свою карьеру принимал участие в трёх чемпионатах мира, лучший результат 44-е место в масс-старте на 50 км на чемпионате-2007 в японском Саппоро.
Использовал лыжи и ботинки производства фирмы Salomon.
Завершил карьеру в 2012 году.